# Snorscooter
Een snorscooter is een snorfiets met het model van een scooter. Een snorscooter is, zoals elke snorfiets, verplicht om in Nederland een snelheidsbegrenzer te hebben, omdat een snorscooter daar niet harder dan 25 km/h mag rijden. In augustus 2013 waren er in Nederland 589.400 snorscooters geregistreerd.
In 2013 kwam de snorscooter in opspraak, omdat uit een onderzoek van het TNO bleek dat hij tot twintig keer meer koolmonoxide uitstoot dan is toegestaan en tot vier keer meer fijnstof dan een auto met een dieselmotor. Dit komt onder andere doordat de verplichte begrenzer voor veel uitstoot zorgt.